# Mr. Nutz
Mr. Nutz è un videogioco a piattaforme in 2D pubblicato da Ocean Software. È uscito inizialmente per Super Nintendo nel 1993, poi è uscito per Mega Drive e Game Boy nel 1994, successivamente per il Sega Channel nel 1995, seguito dal Game Boy Color nel 1999, e dal porting su Game Boy Advance nel 2001
Il giocatore controlla l'unico personaggio giocabile, Mr. Nutz, uno scoiattolo rosso antropomorfo che indossa scarpe, guanti e un cappello, attraverso sei livelli. L'obiettivo finale è fermare Mr. Blizzard, uno yeti, che è il boss finale e che sta cercando di impadronirsi del mondo usando i suoi poteri magici per trasformarlo in una massa di ghiaccio. Il gioco condivide delle similitudini con altri videogiochi a piattaforme dello stesso periodo, come l'uso del salto come principale tecnica per navigare sia le piattaforme fisse che quelle mobili e sconfiggere o evitare la maggior parte dei nemici. Le munizioni, sotto forma di nocciole, possono essere raccolte e tirate contro i nemici.
Ocean ha commercializzato nel 1994 un altro videogioco per Amiga col nome Mr. Nutz: Hoppin' Mad. Sviluppato da Neon Studios, conteneva lo stesso protagonista ma con un gameplay diverso, più dinamico e vasto, livelli e nemici non collegati, e una grande mappa del mondo invece del percorso lineare da seguire in una piccola mappa. Questo gioco doveva essere pubblicato anche per il Sega Mega Drive nel 1995 col titolo Mr. Nutz 2, ma il progetto è stato accantonato. 

## Sviluppo
Dopo la chiusura di Ocean France, Philippe Dessoly (grafico e character designer) e Pierre Adane (programmatore) hanno deciso di lavorare in maniera indipendente su un videogioco a piattaforme per Amiga, è stato mostrato alla Ocean Software che ha accettato di pubblicare il gioco su Super Nintendo e Mega Drive/Genesis invece che su Amiga, perché il mercato delle console era più sicuro contro le copie e più remunerativo, Ocean era anche incaricata di portare il gioco su console. Il primo titolo era Squirrel's Game, gli sviluppatori lo cambiarono in Mr. Nuts ma era considerato troppo peggiorativo e vago dall'editore inglese, quindi il titolo finale divenne Mr. Nutz, levando quindi la "s" e mettendo la "z". Mr. Nutz venne disegnato in uno stile Disney nei primi schizzi, Pierre Adane avvisò Dessolu di rendere il personaggio meno "carino" e più "figo" per accattivare i giovani giocatori. Lo sviluppo durò 18 mesi per la versione per Super Nintendo e 6 mesi per la versione per Mega Drive/Genesis. Alcuni livelli, come un livello ambientato nell'acqua, sono stati eliminati dalla versione finale. La versione per Game Boy Advance li contiene come livelli bonus.

### Staff (versione per Mega Drive)
- Prodotto da: Pierre Adane, Philippe Dessoly
- Game design: Pierre Adane, Philippe Dessoly
- Programmatore: Pierre Adane
- Graphico: Philippe Dessoly
- Musiche originali: Raphael Gesqua
- Conversione del suono: Krisalis LTD

## Modalità di gioco
Mr. Nutz può correre, saltare, nuotare in alcuni livelli e raccogliere oggetti. Il personaggio può saltare sulla maggior parte dei nemici, colpirli con la sua coda, o tirare loro delle nocciole che ha raccolto per sconfiggerli. A parte i boss, la maggior parte dei nemici possono essere uccisi con un solo colpo. Come in molti giochi, il contatto con pericoli e nemici che non riesce a sconfiggerli provoca la perdita di una unità di salute seguita da alcuni secondi di invincibilità mentre lo sprite del personaggio lampeggia. Nessuna delle versioni contiene un limite di tempo, il giocatore può trascorrere tutto il tempo che vuole in ogni livello, sebbene alcune versioni del gioco ricompenseranno il giocatore con punti bonus per avere finito il livello velocemente. Le monete trovate lungo la strada non daranno solo punti e bonus durante il gioco, ma l'ammontare totale delle monete raccolte in un livello determinerà il bonus di completamento alla fine del livello. Le monete, la salute, e le vite sono spesso nascoste attraverso i livelli.
Il giocatore inizia con un numero di vite e unità di salute, che dipende dalla difficoltà e dalla versione. Perdere tutte le unità di salute porterà a perdere una vita e il giocatore deve ricominciare dall'inizio del livello. Dopo avere perso tutte le vite il giocatore può scegliere se accettare il game over o il continua, ma deve ricominciare dall'inizio della prima parte del mondo in cui si trova con il numero di vite e di unità di salute prefissato e nessuna nocciola, nessuna moneta e punteggio azzerato. Il giocatore può continuare un numero infinito di volte.
In tutte le versioni tranne in quella per Super Nintendo, vengono mostrate delle password quando il giocatore raggiunge alcuni livelli e che possono essere inserite per iniziare il gioco dall'inizio di quel livello.

### Livelli
Ci sono sei livelli che devono essere giocati in sequenza, che di solito sono a difficoltà crescente, e ognuno presenta alla fine un boss da sconfiggere. I livelli sono divisi in diverse sezioni chiamate "viaggi" ma che hanno un tema comune dall'inizio alla fine. La maggior parte delle aree contengono molti oggetti da raccogliere e nemici, a spesso ci sono aree segrete da scoprire.
1. Woody Land
versione per Mega Drive: 167 monete, 100%, password: -
Una zona erbosa che inizia di giorno e finisce di notte. Tra i nemici troviamo della frutta che cammina, dei vermi, delle piante carnivore e dei porcospini. Il giocatore deve anche affrontare vespe, fate e ragni appesi agli alberi. Il boss è Mr. Spider, un gigantesco ragno semi-antropomorfo, che salta e crea altri ragni per attaccare Mr. Nutz.
2. Adventure Park
versione per Mega Drive: 430 monete, 100%, password: MAGICS
Una zona contenente molti alberi altissimi con alti rami da esplorare. Ci sono delle corde che oscillano e blocchi che fanno rimbalzare. Il boss è una strega su una scopa combattuta in una casa alla fine del livello. Questo boss può volare, sparare teschi e creare uomini con una testa a forma di Jack-o'-lantern per attaccare.
3. Living Room e Foul Kitchen
versione per Mega Drive: 292 monete, 100%, password: GOLDEN
Mr. Nutz prima entra nella zona Living Room e Foul Kitchen. In questa zona, Mr. Nutz affronta lampadine elettriche, tacchini arrostiti che camminano e conigli saltanti. Poi, dopo avere ottenuto la coppa dorata, si rimpicciolisce e cade in uno scarico. Entra in una nuova area, dove viene forzato a nuotare in molte occasioni. Qui, combatte sturalavandini e pesci elettrizzanti e deve evitare le acque sporche di scarico ondeggiando su delle catene e attraversando su delle spugne. Il boss è una creatura simile ad un calamaro e ad un polpo, che nuota e usa delle meduse più piccole per attaccare.
4. Volcano Underpass e Clouds
versione per Mega Drive: 276 monete, 100%, password: WINDOW
Questo livello comincia nelle caverne sotterranee di un vulcano, con passaggi rocciosi pieni di bacini di lava. Tra i nemici abbiamo creature di fuoco, faine minatrici che lanciano piccozze, piccoli draghi sputafuoco e pipistrelli volanti. Le piattaforme di fumo emesse dal vulcano portano infine al livello sulle nuvole con piattaforme di nuvole che si muovono, creature volanti fatte di nuvole, api, uccelli e piccoli aerei bombardieri e bruchi con delle spine. Il boss è un enorme orco di nome Ograoum Papas, che attacca con le sue mani, con la sua lingua e con gli occhi che gli escono dalle orbite e gli ricrescono. Da notare il fatto che le mani di Ograoum sono al contrario rispetto a lui, forse un errore nello sviluppo del gioco.
5. Mean Streets
versione per Mega Drive: 391 monete, 100%, password: CASPER
Questa zona assomiglia ad un parco dei divertimenti. Qui Mr. Nutz deve evitare diversi ostacoli come hamburger volanti, vespe volanti e altri mostri. Nella parte 1 di Mean Street c'è uno strumento segreto nella parte alta del livello (nella versione per Super Nintendo), con il quale lo scoiattolo può volare (nello stesso modo in cui nuota nei livelli precedenti) ed inoltre è imbattibile. Questo effetto compare solo in questa parte di gioco e non compare nella seconda parte del livello. Alla fine del livello, Mr. Nutz affronta Little Clown: esso può cambiare le sue dimensioni (ma solo nelle versioni per Super Nintendo e Game Boy Advance), lancia torte, e attacca con delle teste volanti.
6. Ice Scream e Frozen Nutz
versione per Mega Drive: 159 monete, -, password: PIZZAS
Una terra ghiacciata e innevata, contiene pinguini ed eschimesi che lanciano arpioni. In questo livello, Mr. Nutz deve entrare in un iglù dove deve trovare la sua strada attraverso un labirinto. Una volta uscito, Mr. Nutz continua nella stessa area fino a raggiungere l'area Frozen Nutz. Molti dei nemici sono gli stessi, ma qui Mr. Nutz deve attraversare l'area saltando su diverse piattaforme a differenti altezze. Dopo il livello, Mr. Nutz deve affrontare Mr. Blizzard, lo yeti che si è impadronito della natura. Lui salta, tira fiocchi di neve, e cerca di spazzare via Mr. Nutz dalla sua piattaforma ghiacciata con dei potenti soffi. Il gioco si conclude una volta che lo si sconfigge.

Nella versione per Mega Drive dopo avere completato il gioco vengono mostrati dei frammenti di video di luoghi segreti. Nell'ultima schermata compaiono il punteggio finale e il totale delle monete raccolte.